# پیت فان است
پیت فان است (هلندی: Piet van Est؛ ۱۱ اوت ۱۹۳۴ – ۱۷ اکتبر ۱۹۹۱ (aged 57)) دوچرخه‌سوار اهل هلند بود.